# Нелипівці
Нели́півці — село в Україні, у Кельменецькій селищній громаді Дністровського району Чернівецької області.

## Походження назви
За легендою, на цьому місці було село бджолярів — Липівці, оточена липовими гаями, але під час ординського нашестя велику частину жителів зарубали (покосили) шаблями, а ті, що залишилися в живих заснували село Липівці-Косівці, але то були не ті Липівці. От прохожі й запитували: це Липівці? Ні, це не Липівці. Так і прижилася назва — Нелипівці.

## Географія
Село розташоване на правому березі річки Вілія, лівої притоки Пруту. У селі бере початок річка Сурша, права притока Дністра.

## Історія
За наслідками археологічних розкопок з'ясовано, що територія села була заселена з якнайдавніших часів. Там виявлені залишки поселень трипільською (IV—III тис. до н. е.), черняхівської (III — початок V століття н. е.) і інших культур.
Нині існуюче село виникло в XIV—XV століття, мабуть, на основі двох поселень — судячи за легендарною топонімією «нелиповців і косівців».[1]
Вперше село згадується в 1552 році в грамоті молдавського господаря Стефана Рареша, який підтвердив право володіти ключникові бояринові Козьми Генге половиною сіла Неліпеуць і іншими селами. У 1622 році господар Стефан Томша видав грамоту про володіння половиною сіла Неліпеуць і іншими селами Аврааммом з Лукачан і його сестрою Оксаною. У 1715 році турки створили Хотинську райю і склали реєстр її сіл, серед яких є і сіло Нелюпова (порожнє, довірене Мехмед Алемдару). Ймовірно, про факт повернення жителів свідчить згадка, що в 1721 році було засновано «село в декілька будинків», яке за 50 років розширилося до п'ятдесяти дворів. Тут була дерев'яна турецька мечеть, яка в 1808—1825 гг була перебудована в церкву з назвою Спорудження Святого Хреста, а також турецьке кладовище. У 1769 році турки були вигнані з Хотинщини російськими військами. Молдавська влада була відновлена і села віддані колишнім поміщикам або їхнім нащадкам. Згідно з реєстром 1772 року, село Неліпауц належало Йордаки Кантакузіно. У нім числилися 24 двори, один священик і жид.
Того ж дня російська армія розташувалася правим флангом до с. Вартиківці. Саме там відбулася одна з битв з турецьким військом під командуванням Алі-Паши. По флангах російського війська розташувалися козаки підполковника Жандри і отамана Поздєєва. В центрі — гусари. Війська ще витягувалися по фронту, коли був помічений неприятель: турки — до десяти тисяч вояків йшли хотинською дорогою до Дністра без будь-якого строю. Турки атакували першими в бік гусар, прямо так — кучами. Козаки отамана Поздєєва мали їх атакувати, але вони зупинилися і почали відступати, не зважаючи на присутність князя. Але як раз підійшли п'ять ескадронів Угорських і Ахтирських гусар, та князь атакував ними ворога. В той самий час, в іншу наступаючу кучу турків на лівому фланзі з одинорогів вистрілили гранатами та турки трохи розсіялися. Отаман Поздєєв атакував неприятеля. Гусари бригадира Текелія за підтримки полковника Чорби з тремя харковськими ескадронами та з тремя Ахтырскими ескадронами розігнали обидві кучи і ті почали втікати дорогою до Хотина. Козаки з 11-тью ескадронами гусар кололи, рубали і гнали їх з півтори милі аж за село Мошанець. Острогожський полк і Чорний ескадрон під командою полковника Сатіна прикрывал з правого боку цю атаку. На лівому фланзі прикриття здійснювали бригадир Текели з Сербським полком. За ними йшли декілька гармат з єгерями. У неприятеля було відбито чотири прапори, два бубни (цей значний символ турецької армії), вбито більш як 300 вояків, відбито 200 коней.
Російські війська понесли значно менші втрати. Були вбиті: 3 гусари, полковник козацький Пушкарьов, 1 осавул, 13 козаків, 4 коня. Поранені: 1 вахмістр, 1 капрал, 1 трубач, 7 гусар, полковник козацький Федотов, який на другій день від рани помер, 4 осавулів, 5 хорунжих, 1 сотник, 1 п'ятидесятник, 19 козаків.
У 1806 році, під час чергової російський-турецької війни, російські війська знов увійшли до села, [1] і за Бухарестським мирним договором 1812 року — село було включене до складу Бессарабської губернії Російської імперії.
За переписом населення Російської імперії 1897 року — в Нелипівцях проживало 580 жителів: 296 чоловіків і 284 жінки.
У 1953 році тут було почато будівництво цукрового заводу. Введений в експлуатацію в 1959 році, разом з ТЕЦ, АТП.
У 1959 в селі побудували Кельменецький цукровий завод. Село почало швидкими темпами розвиватися, побудувався новий житловий район, покращилась інфраструктура, зокрема побудована школа та лікарня, двоповерховий дитячий садок. Але після розпаду СРСР завод почав занепадати і в останні декілька років його безжалісно демонтують. З зупинкою заводу в селі немає роботи, молодь виїжджає. У 2008 році завершено ліквідацію ВАТ «Кельменецький цукровий завод», залишилися одні руїни, так як така процедура як рекультивація землі після демонтажу потужностей цукрового заводу у план ліквідації внесена не була. Зараз на території колишнього заводу можна знімати фільми про війну.
З 1991 року в складі незалежної України.
В 2021 році шляхом об'єднання сільських рад, село увійшло до складу Кельменецької селищної громади.

## Населення
Приблизно в 1970-х в селищі проживало 14 національностей. Серед них  - навіть французи і один американець.
Згідно з переписом УРСР 1989 року чисельність наявного населення села становила 2206 осіб, з яких 1004 чоловіки та 1202 жінки.
За переписом населення України 2001 року в селі мешкало 2165 осіб.

### Мова
Розподіл населення за рідною мовою за даними перепису 2001 року:
| Мова       | Відсоток |
| ---------- | -------- |
| українська | 96,32 %  |
| російська  | 2,40 %   |
| молдовська | 1,15 %   |
| білоруська | 0,09 %   |